# 巴黎酒店 (布拉格)

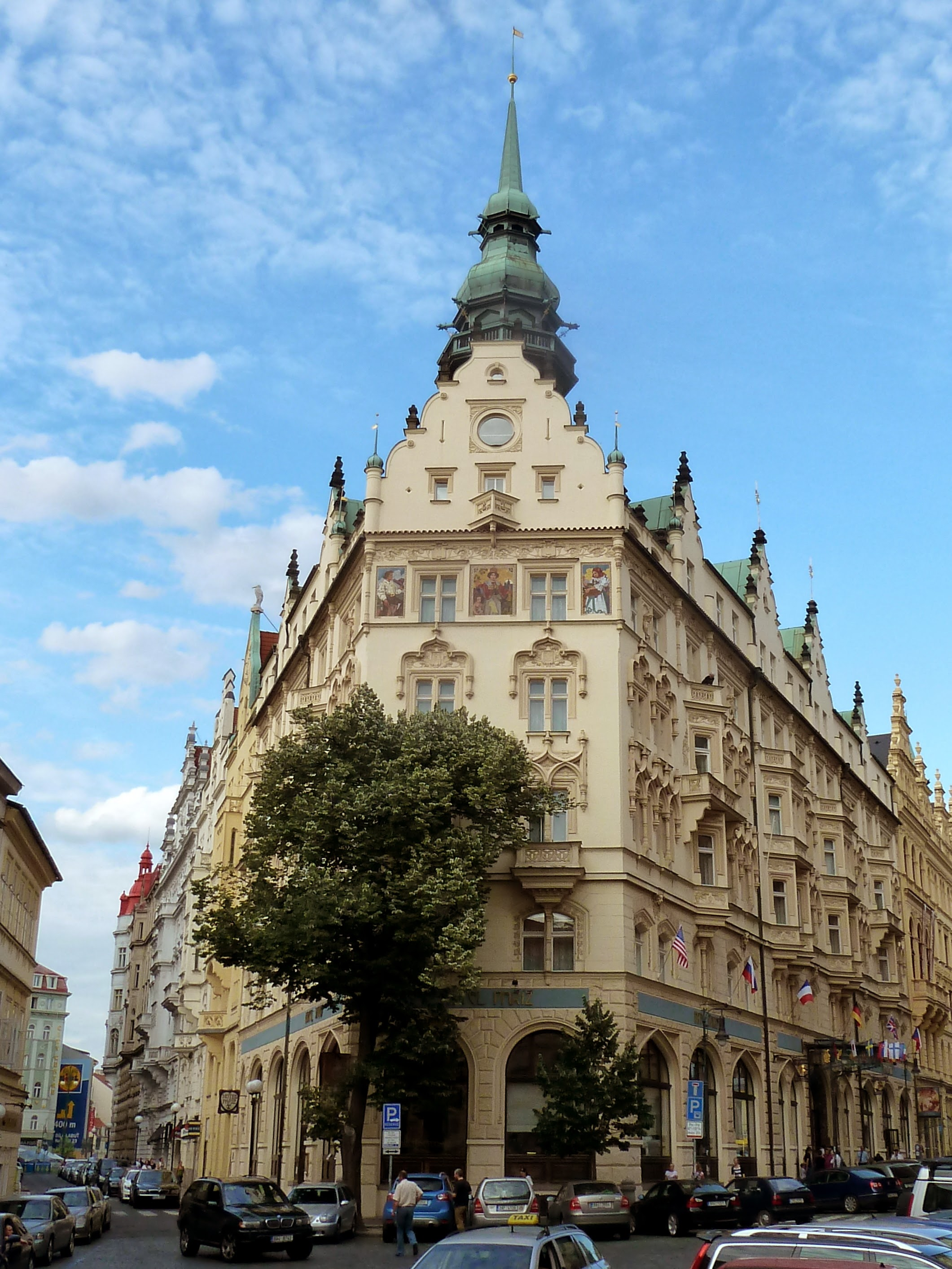

布拉格巴黎酒店是捷克首都布拉格的一座五星級高檔酒店，位於布拉格舊城中心。這座酒店修建於1914年。

## 外部連結
50°5′17.59″N 14°25′37.6″E / 50.0882194°N 14.427111°E
 维基共享资源上的相關多媒體資源：巴黎酒店
- 官方网站